# Línea 126 (Buenos Aires)
La Línea 126 es una línea de colectivo del Área metropolitana de Buenos Aires. Realiza el trayecto entre el Cementerio en Villegas y los Tribunales de Retiro.

## Ramales

### Ramal A: Hospital Ferroviario - La Tablada
Ida A Alberti Y República De Chile: Desde Av de los Inmigrantes entre Cabo Pablo Teodoro Fels y Av Antártida Argentina por Av de los Inmigrantes, retomando la misma a la altura de Comodoro Pedro Zanni, Av de los Inmigrantes, Av. Antártida Argentina, Av Dr. José María Ramos Mejía, ingreso a carriles exclusivos Metrobús del Bajo por Av. Del Libertador, salida de carriles exclusivos a la altura de Juan Domingo Perón, Av Leandro N Alem, Av. Rivadavia, Bolívar, Av. Julio Argentino Roca , Av. Belgrano,Av. Paseo Colon,Av. Independencia, Lima,  Humberto I, Maza, Av. Carlos Calvo, Av. Pedro Goyena, Av. Juan Bautista Alberdi, Av. Bruix, Av. Directorio, Av. Coronel Cárdenas, Av. Eva Perón, cruce Av Gral. Paz, Av. Intendente Esteban Crovara, Av. Monseñor Rodolfo Bufano (Ruta Prov. 4) hasta el N.º 4920.
Regreso A Hospital Ferroviario: Desde Av Monseñor Rodolfo Bufano (Ruta Prov. 4) N.º 4920 por Av Monseñor Rodolfo Bufano, Av Intendente Esteban Crovara, cruce Av Gral. Paz, Av Eva Perón, Guaminí, Av Coronel Cárdenas, Av de los Corrales, Lisandro de la Torre, Av Directorio, Av San Juan,Av.Paseo Colon,Av.Belgrano,Av.Julio Argentino Roca , Hipólito Yrigoyen, ingreso a carriles exclusivos Metrobús del Bajo por Av la Rábida, salida de carriles exclusivos a la altura de Dr. Ricardo Rojas, Av Leandro N Alem, San Martín, Dr. Gustavo Martínez Zuviría, Av Dr. José María Ramos Mejía, Av Antártida Argentina, Av de los Inmigrantes, estacionando entre Av Antártida Argentina y Cabo Pablo Teodoro Fels.

## Galería

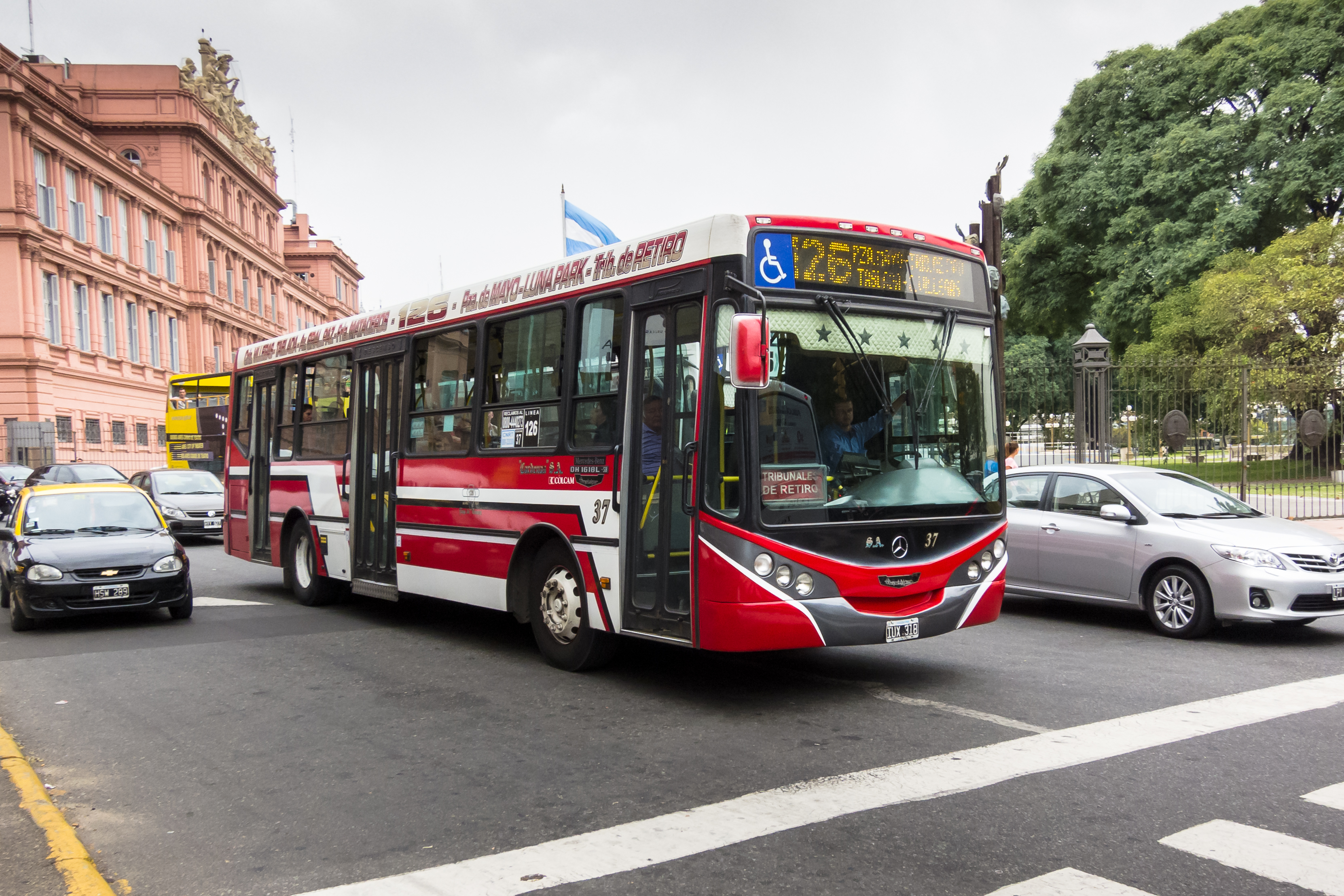
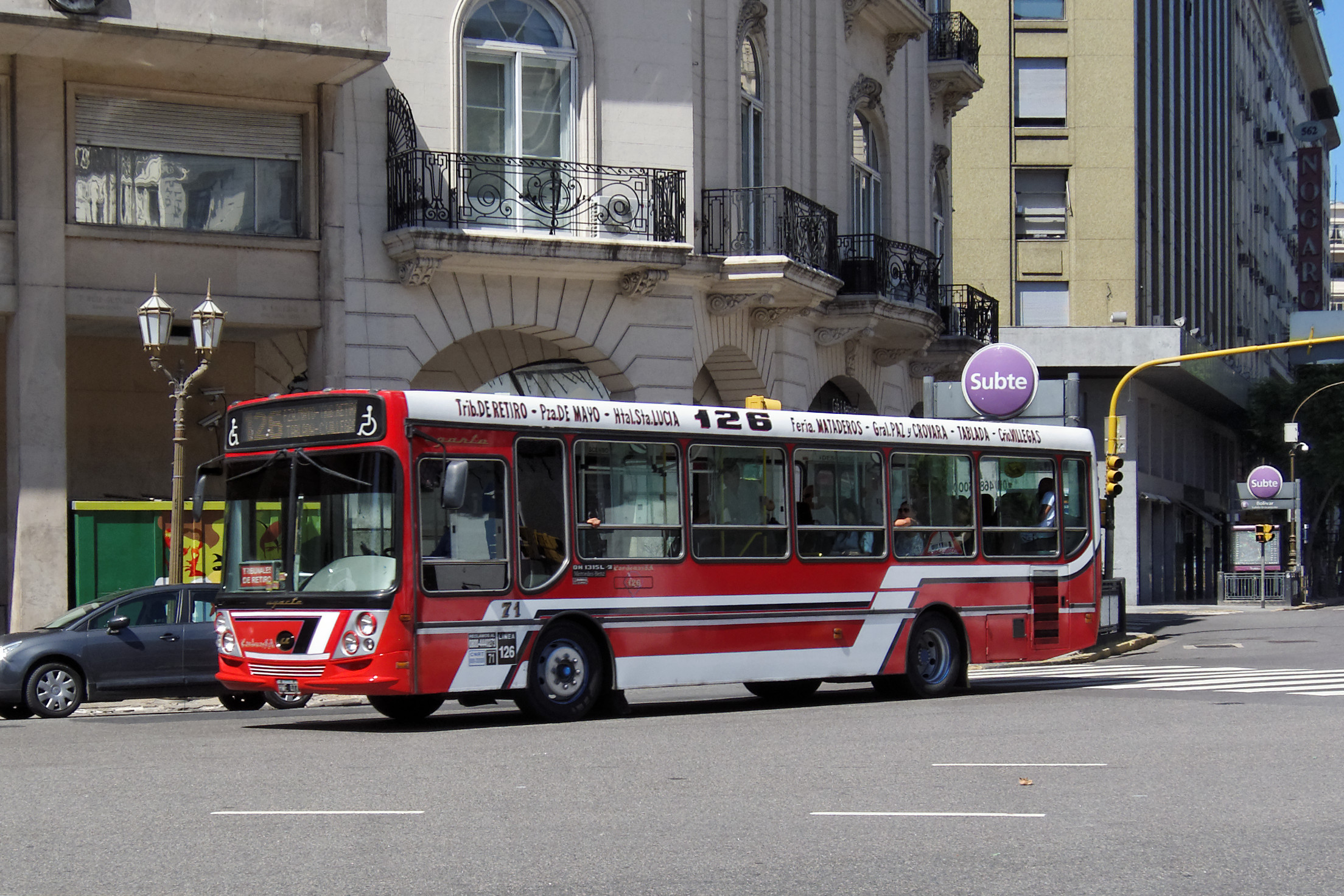
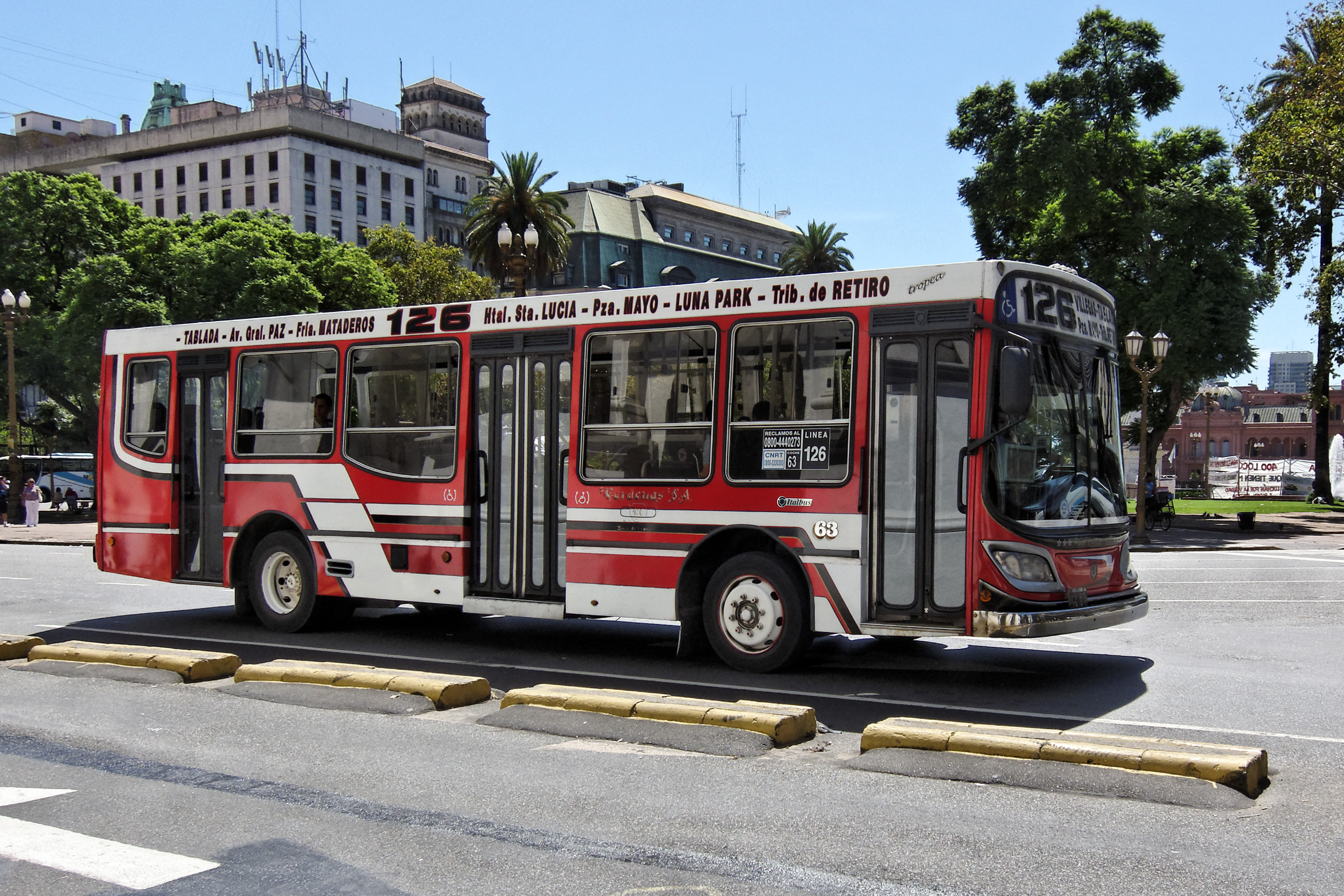
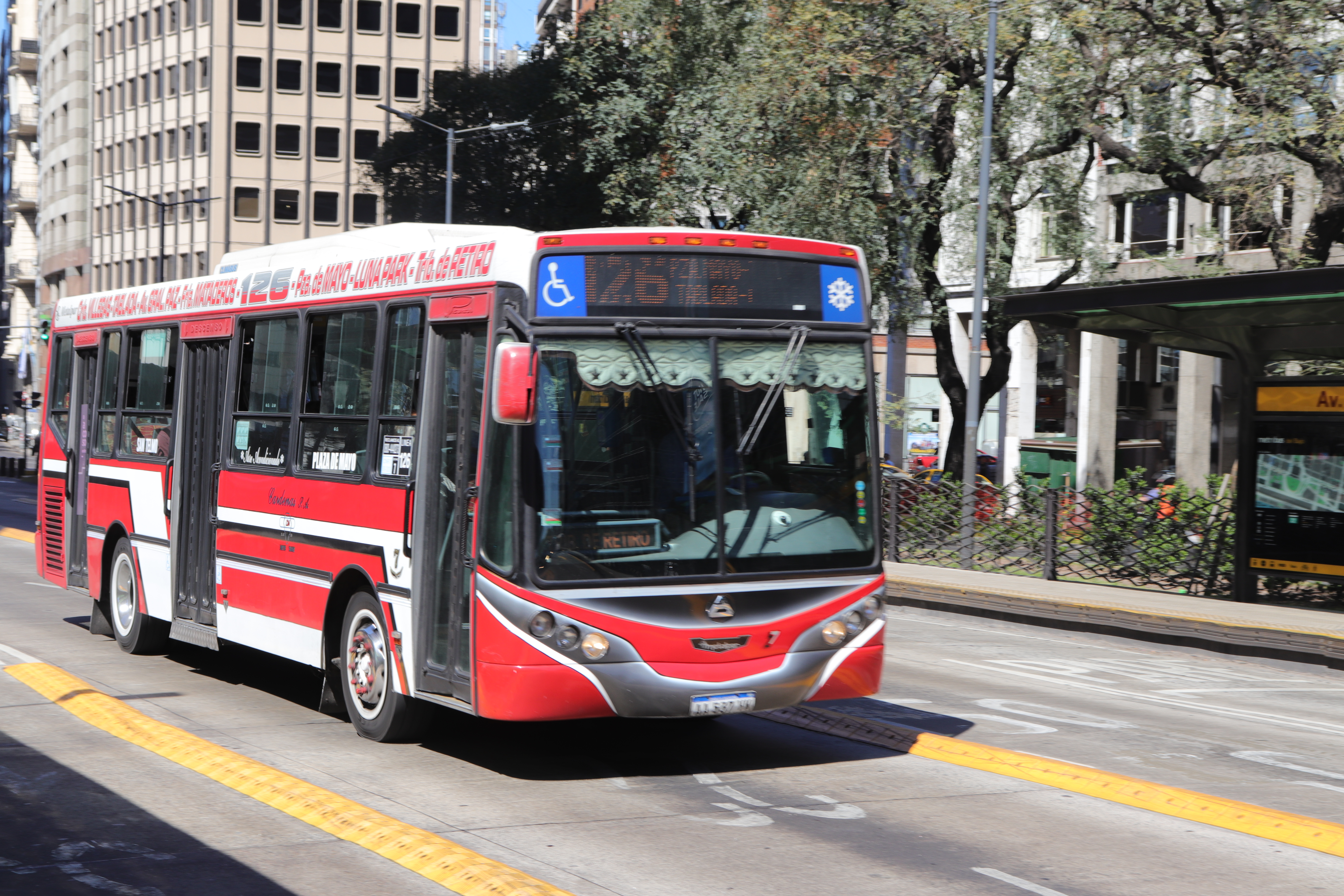
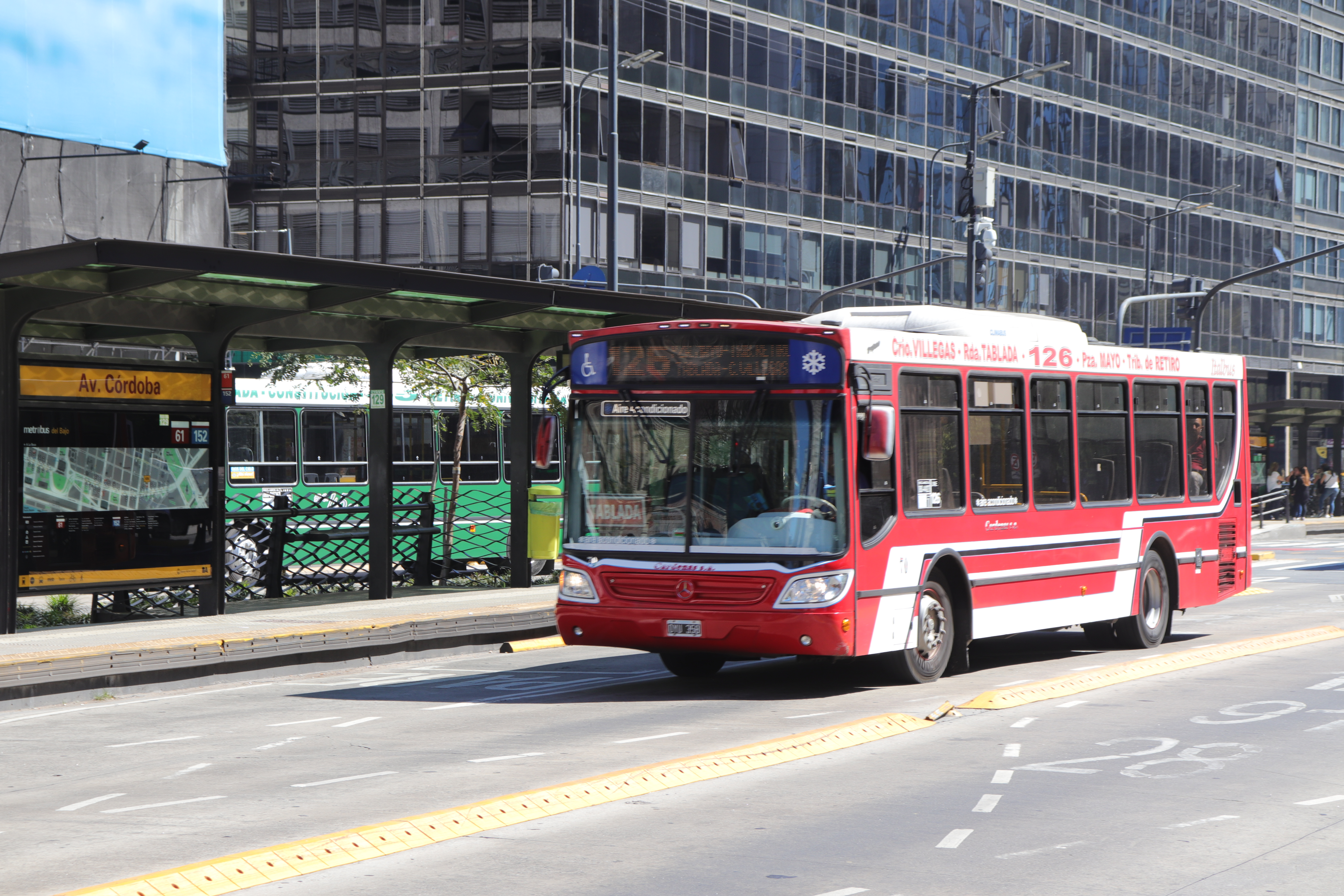

### Ramal B: Tribunales de Retiro - Cementerio de Villegas
Ida A Peribebuy Y Mocoreta: Desde Av de los Inmigrantes entre Cabo Pablo Teodoro Fels y Av Antártida Argentina por Av de los Inmigrantes, retomando la misma a la altura de Comodoro Pedro Zanni, Av de los Inmigrantes, Av Antártida Argentina, Av Dr. José María Ramos Mejía, ingreso a carriles exclusivos Metrobús del Bajo por Av Del Libertador, salida de carriles exclusivos a la altura de la calle Juan Domingo Perón, Av Leandro N Alem, Av Rivadavia, Bolívar, Av.Julio Argentino Roca , Av.Belgrano,Av.Paseo Colon, Av.Independencia, Lima, Humberto I, Maza, Av Carlos Calvo, Av Pedro Goyena, Av Juan Bautista Alberdi, Av Bruix, Av Directorio, Av Coronel Cárdenas, Av Eva Perón, cruce Av Gral. Paz, Av Intendente Esteban Crovara, Ambrosetti, Peribebuy hasta Mocoretá.
Regreso A Hospital Ferroviario: Desde Peribebuy y Mocoretá por Peribebuy, Pedro León Gallo, Agustín de Vedia, Ambrosetti, Av Intendente Esteban Crovara, cruce Av Gral. Paz, Av Eva Perón, Guaminí, Av Coronel Cárdenas, Av de los Corrales, Lisandro de la Torre, Av Directorio, Av San Juan, Av.Paseo Colon, Av. Belgrano, Av. Julio Argentino Roca, Hipólito Yrigoyen, ingreso a carriles exclusivos Metrobús del Bajo por Av la Rábida, salida de carriles exclusivos a la altura de Dr. Ricardo Rojas, Av Leandro N Alem, San Martín, Dr. Gustavo Martínez Zuviría, Av Dr. José María Ramos Mejía, Av Antártida Argentina, Av de los Inmigrantes, estacionando entre Av Antártida Argentina y Cabo Pablo Teodoro Fels.

## Puntos principales del trayecto
- Cementerio Villegas
- Tablada
- Avenida General Paz
- Feria De Mataderos
- San Juan y Boedo
- Plaza de Mayo
- Correo Central
- Luna Park
- Puerto Madero
- Retiro
- Tribunales De Retiro

## Pasajeros
| Año  | Pasajeros  | Pasajeros por día | Variación |
| ---- | ---------- | ----------------- | --------- |
| 2016 | 15 168 017 | 41 443            | 0,00%     |
| 2017 | 14 935 636 | 40 920            | 1,53%     |
| 2018 | 14 215 609 | 38 947            |           |

Fuente: Ministerio de Transporte